# 아리사 서전크로스
아리사 서전크로스(리사), (アリサ＝サザンクロス, Alisa Southerncross)는 요시자키 미네의 원작 애니메이션 케로로 군조(애니메이션 한국 더빙명 : 개구리 중사 케로로)에 등장하는 인물이다.
담당 성우는 일본에서는 야지마 아키코, 한국에서는 김보영이 맡고 있다. 이 인물은 히나타가와 관련된 파트너가 없다.

## 인물
어둠의 세계, 일명 다크 존의 세계에서 온 인물로,원래는 인형이었다. 인간이 되기 위해 '어둠에 사로잡힌 자'를 사냥해서 인간이 되려고 한다. 머리 색은 오렌지, 그리고 머리띠에는 대디(Daddy)라고 부르는 아빠가 머리띠로 보이는 곳에 있다. 서전 크로스라고 하는 인물은 Southern Cross에서 온 것이다.

### 성격
꽤 강력한 면이 있어, 첫 등장시 갑자기 후유키를 납치했고 모모카와 코유키를 돌로 만들어 버린 인물이다.
감정 표현이 서툴고, 표정이 굳었지만 극히 드물게 미소를 짓기도 한다.
애니메이션에서는 첫 등장시에 제시된 정보가 부족해, 애니메이션만 본 사람은 '어쩐지 이해가 안가는 캐릭터', '무서운 몬스터' 적이다라는 이야기가 있었다.

### 인물 관계
아빠를 머리띠 형식으로 쓰고 다니는데 대디라고 부른다. 또한 '자신의 정체도 모른 채 지구를 방황하고 있었을 때 아리사를 만났다'라는 네브라의 말을 통해 아리사는 양자일 가능성이 높다. 그러나 애니메이션에서는 아리사가 인형이라는 설정으로 하고 있다.
어둠에 사로잡힌 자를 불러와 준다는 이유로 후유키에 대해 호의를 가지고 있다. 최근 들어 점점 인간의 감정을 가지게 된다 한예로 네브라의 명을 거역하고 후유키를 구출하러 뛰어든다

### 네브라
네브라는 대디라고 불리는 존재가 자신을 소개한 이름이다. 쿠루루의 조사에 따르면 네브라는 암흑성운인(암흑성운은 별이 있던 자리에 생기는 검은 성운을 의미)인데, 그것은 네브라가 앙골 모아를 보자마자 괴성을 지르며 소멸(애니메이션에서는 집어 삼킴)한 것과 관련이 있는 듯하다. 네브라는 검은색이며, 딱히 정해진 형체가 없다. 또한 그는 앙골족의 단죄로 소멸한 별의 사념들이 뭉쳐져서 생겨난 존재라고 한다.정해진 형체가 없어 빨래판,날개,청소기등 다양한 모양으로 모습을 바꿀수있다 심지어 수위가 높은 수준의 수영복의 모습도 한다

### 능력
애니메이션에서 도로로의 감정 분별력로도 감정 불능, 1 대 1로 싸워도 승리하는 등, 아리사는 매우 강하다.
고르곤과 같이 눈이 마주친 인물을 돌로 바꾸는 능력도 가지고 있다.

### 애니메이션의 등장
애니메이션에서 사실상 첫 등장은 5번째 오프닝 곡 'You-You-You'에서 등장했으며, 본편에서는 133화, 핼러윈 시기에 첫 등장을 했다.
애니메이션이든 원작 만화에서든 아리사의 등장은 갑자기 나타나, 갑자기 사라진다는 점이 특징이다.

## 같이 보기
- 히나타 후유키
- 니시자와 모모카
- 아즈마야 코유키